# Adolf Bergman
	Adolf Bergman (Broby, 14 april 1879 – Stockholm, 14 mei 1926) was een Zweeds atleet. 
Bergman won met het team van de politie van Stockholm op Olympische Zomerspelen van 1912 in Stockholm een gouden medaille bij het touwtrekken door in de finale de Britse ploeg te verslaan. 
1900: Aabye, Schmidt, Winckler, Nilsson, Söderström, Staaf ·
1904: Olson, Johnson, Seiling, Magnusson, Flanagan ·
1908: Barrett, Goodfellow, Humphreys, Hirons, Ireton, Merriman, Mills, Shepherd ·
1912: Andersson, Bergman, Edman, Fredriksson, Gustafsson, Jonsson, Larsson, Lindström ·
1920: Canning, Holmes, Humphreys, Mills, Sewell, Shepherd, Stiff, Thorn